# McCordsville (Indiana)
McCordsville es un pueblo ubicado en el condado de Hancock en el estado estadounidense de Indiana. En el Censo de 2010 tenía una población de 4797 habitantes y una densidad poblacional de 393,23 personas por km².

## Geografía
McCordsville se encuentra ubicado en las coordenadas 39°54′18″N 85°55′40″O / 39.90500, -85.92778. Según la Oficina del Censo de los Estados Unidos, McCordsville tiene una superficie total de 12.2 km², de la cual 12.18 km² corresponden a tierra firme y (0.19%) 0.02 km² es agua.

## Demografía
Según el censo de 2010, había 4797 personas residiendo en McCordsville. La densidad de población era de 393,23 hab./km². De los 4797 habitantes, McCordsville estaba compuesto por el 83.22% blancos, el 10.28% eran afroamericanos, el 0.27% eran amerindios, el 2.29% eran asiáticos, el 0.02% eran isleños del Pacífico, el 1.31% eran de otras razas y el 2.61% pertenecían a dos o más razas. Del total de la población el 4.36% eran hispanos o latinos de cualquier raza.